# Verdellino
Verdellino je italská obec v provincii Bergamo v Lombardii. Nachází se asi 40 kilometrů severovýchodně od Milána a asi 12 kilometrů jihozápadně od města Bergamo. K 31. prosinci 2004 zde žilo 7 186 obyvatel, v roce 2022 7 509 obyvatel. Rozloha obce je 3,8 km².
Obec sousedí s obcemi: Boltiere, Ciserano, Levate, Osio Sotto, Verdello.

## Osobnosti
- Eugenio Scarpellini (1954–2020), katolický duchovní